# Itō Miyoji

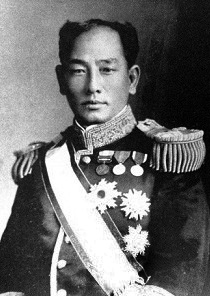
Itō Miyoji

Hakushaku Itō Miyoji (japanisch 伊東 巳代治; * 7. Mai 1857 in Nagasaki; † 19. Februar 1934 in Kōjimachi, Tokio) war ein japanischer Politiker während der Meiji- und Taishō-Zeit.

## Leben und Werk
Itō Miyoji wurde als der Sohn eines Städters in Nagasaki geboren. Er studierte nach der Meiji-Restauration 1868 Sprachen und erhielt 1877 eine Beschäftigung in der japanischen Bürokratie. Er wurde von Itō Hirobumi gefördert und begleitete ihn 1882 auf dessen Europareise. Nach der Rückkehr 1883 wurde er Privatsekretär bei Hirobumi und unterstützte ihn bei der Ausarbeitung des Kabinett-Systems und bei der Formulierung der Verfassung. 1889 wurde er Chefsekretär des Geheimen Rates und 1890 Mitglied des Oberhauses. Von 1892 bis 1896 bekleidete er das Amt des Chefkabinettssekretärs. 
Nachdem Itō Miyoji im Kabinett Itō III von Januar bis April 1898 bis Minister für Landwirtschaft und Handel gewesen war, trat er nicht mehr öffentlich in der Politik in Erscheinung, aber als Mitglied des Geheimen Staatsrats wurde er Führer der „bürokratisch“-konservativen Faktion und bezeichnete sich selbst als „Wächter der Verfassung“. Obwohl er mit seinen Ansichten nicht besonders populär war, übte er doch bis zu seinem Tode einen starken Einfluss auf die japanische Politik aus.
Itō kritisierte wiederholt sowohl die Nationalversammlung als auch das Kabinett. So war er zum Teil verantwortlich für den Sturz des  1. Wakatsuki-Kabinetts während der Finanzkrise von 1927 und kritisierte Hamaguchi Osachi für die Annahme des Londoner Flottenvertrags. Von 1891 bis 1904 besaß und leitete er die Zeitung „Tōkyō Nichi-Nichi Shimbun“.
Itō wurde 1895 zum Baron (Danshaku), 1907 zum Vizegraf (Shishaku) und 1922 zum Graf (Hakushaku) erhoben.